# Miyauchi Hiroto
Hiroto Miyauchi (sinh ngày 23 tháng 1 năm 1998) là một cầu thủ bóng đá người Nhật Bản.

## Sự nghiệp câu lạc bộ
Hiroto Miyauchi đã từng chơi cho YSCC Yokohama.